# Liste der Resolutionen des UN-Sicherheitsrates (1994)
Diese Liste der Resolutionen des UN-Sicherheitsrates nennt die vom Sicherheitsrat der Vereinten Nationen im Jahr 1994 verabschiedeten Resolutionen.
| Nummer | Beschluss vom | Gegenstand | Mission |
| ------ | ------------- | --- | ------- |
| 893    | 6. Januar     | über den Einsatz der UN-Unterstützungs-Mission für Ruanda und Umsetzung des Arusha-Abkommens |         |
| 894    | 14. Januar    | über die Beteiligung der UN und internationaler Beobachter an dem Wahlprozess in Südafrika |         |
| 895    | 28. Januar    | über die Verlängerung des Mandats der UN Interim Force in Libanon |         |
| 896    | 31. Januar    | über die mögliche Einrichtung einer Friedenstruppe in Abchasien, Georgien und der politischen Beilegung des Abchasien-Konflikts |         |
| 897    | 4. Februar    | über die Fortsetzung der United Nations Operation in Somalia II und den Prozess der nationalen Aussöhnung, Wiederaufbau und politische Lösung in Somalia |         |
| 898    | 23. Februar   | über die Einrichtung eines UN-Polizei als Bestandteil der UN-Operation in Mosambik und Durchführung des Allgemeinen Friedensabkommen für Mosambik |         |
| 899    | 4. März       | auf Ausgleichszahlungen an die irakischen Bürgern, deren Vermögen auf kuwaitischem Gebiet nach dem Verlauf der Grenze zwischen dem Irak und Kuwait verblieben ist |         |
| 900    | 4. März       | über die Wiederherstellung der grundlegenden öffentlichen Dienste und das normale Leben in und um Sarajevo, Bosnien und Herzegowina |         |
| 901    | 4. März       | über die Verlängerung des Mandats der UN-Beobachtermission in Georgien |         |
| 902    | 11. März      | auf das Erreichen eines Abkommens über die vertrauensbildenden Maßnahmen im Zusammenhang mit Varosha und Nicosia International Airport, Zypern |         |
| 903    | 16. März      | über die Verlängerung des Mandats und der Erhöhung der Stärke des UN Angola Verification Mission II |         |
| 904    | 18. März      | über Maßnahmen zur Gewährleistung der Sicherheit und den Schutz der palästinensischen Zivilbevölkerung im von Israel besetzten Gebieten |         |
| 905    | 23. März      | über die Verlängerung des Mandats der UN-Mission in Haiti |         |
| 906    | 25. März      | über die Verlängerung des Mandats der UN-Beobachtermission in Georgien und auf die politische Regelung der Situation in Abchasien, Georgien |         |
| 907    | 29. März      | über das Referendum für die Selbstbestimmung des Volkes der Westsahara |         |
| 908    | 31. März      | über die Verlängerung des Mandats und der Erhöhung des Personals der UN-Schutztruppe |         |
| 909    | 5. April      | über die Verlängerung des Mandats der UN Assistance Mission for Ruanda und Umsetzung der Friedensabkommen von Arusha |         |
| 910    | 14. April     | auf eine Befreiung von den Bestimmungen der Ziffer 4 der Resolution 748 (1992) in Bezug auf UN Flugzeuge zu oder von der Libyen zum Zwecke der Förderung des Generalsekretärs Aufklärungs-Team                                                                                              |         |
| 911    | 21. April     | über die Verlängerung des Mandats der UN Observer Mission in Liberia und die Umsetzung des Friedensabkommens für Liberia |         |
| 912    | 21. April     | über die Anpassung des Mandats der UN Assistance Mission for Ruanda aufgrund der aktuellen Situation in Ruanda und die Abwicklung des ruandischen Konflikt |         |
| 913    | 22. April     | über die Situation in Bosnien und Herzegowina, insbesondere in den sicheren Bereich von Goražde und politischen Regelung der Situation im ehemaligen Jugoslawien |         |
| 914    | 27. April     | über die Verstärkung des Personals der UN-Schutztruppe, die neben der Verstärkung in der Resolution 908 angenommen des UN-Sicherheitsrates |         |
| 915    | 4. Mai        | über die Einrichtung einer UN-Aouzou Streifen Observer Group auf die Umsetzung der Vereinbarung über 4 April 1994 in Surt, Libyen unterzeichnet zu beobachten, in Übereinstimmung mit den Empfehlungen des Generalsekretärs und Absatz 9 Auflösung 907 des UN-Sicherheitsrates              |         |
| 916    | 5. Mai        | über die Verlängerung des Mandats der UN-Operation in Mosambik und Durchführung des allgemeinen Friedensabkommens für Mosambik |         |
| 917    | 6. Mai        | über die Sanktionen für die Wiederherstellung der Demokratie und der Rückkehr des rechtmäßig gewählten Präsidenten, Haiti |         |
| 918    | 17. Mai       | über die Ausweitung des Mandats der UN-Unterstützungs-Mission für Ruanda und Verhängung eines Waffenembargos gegen Ruanda |         |
| 919    | 25. Mai       | über die Beendigung des Waffenembargos und andere Einschränkungen in Bezug auf Südafrika im Rahmen der Resolution 418 (1977) |         |
| 920    | 26. Mai       | über die Verlängerung des Mandats der UN-Beobachtungs-Mission in El Salvador und die Umsetzung des Friedensabkommens und andere Vereinbarungen über den Friedensprozess in El Salvador |         |
| 921    | 26. Mai       | über die Verlängerung des Mandats der UN Disengagement Observer Force |         |
| 922    | 31. Mai       | über die Verlängerung des Mandats der UN Angola Verification Mission II und eine umfassende Friedensregelung in Angola |         |
| 923    | 31. Mai       | über die Verlängerung des Mandats der UN-Operation in Somalia II und den Prozess der nationalen Aussöhnung in Somalia |         |
| 924    | 1. Juni       | über die Situation im Jemen |         |
| 925    | 8. Juni       | über die Verlängerung des Mandats und den Einsatz der 2 zusätzliche Bataillone der UN Assistance Mission for Ruanda und Beilegung des Konflikts in Ruanda |         |
| 926    | 13. Juni      | über die Beendigung des UN Aouzou Streifen Observer Group |         |
| 927    | 15. Juni      | über die Verlängerung des Mandats der UN-Friedenstruppe in Zypern und Umsetzung von vertrauensbildenden Maßnahmen zwischen den Parteien in Zypern |         |
| 928    | 20. Juni      | über die Verlängerung des Mandats der UN Observer Mission Uganda-Ruanda |         |
| 929    | 22. Juni      | über die Einrichtung eines temporären multinationale Operation für humanitäre Zwecke in Ruanda bis zum Einsatz der erweiterten UN Assistance Mission for Ruanda |         |
| 930    | 27. Juni      | über die Beendigung des UN Observer Mission in Südafrika und das Entfernen des Gegenstandes „Die Frage Südafrika“ aus der Liste der Angelegenheiten, mit denen der Sicherheitsrat befasst ist                                                                                               |         |
| 931    | 29. Juni      | auf eine sofortige und dauerhafte Waffenruhe im Jemen |         |
| 932    | 30. Juni      | über die Verlängerung des Mandats der UN Angola Verification Mission II |         |
| 933    | 30. Juni      | über die Verlängerung des Mandats der UN-Mission in Haiti |         |
| 934    | 30. Juni      | über die Verlängerung des Mandats der UN-Beobachtermission in Georgien |         |
| 935    | 1. Juli       | Antrag des Generalsekretärs, eine Expertenkommission einzurichten, um Verstöße gegen das humanitäre Völkerrecht in Ruanda zu untersuchen |         |
| 936    | 8. Juli       | auf die Ernennung des Anklägers des Internationalen Strafgerichtshofs zur Verfolgung der Verantwortlichen für die schweren Verstöße gegen das humanitäre Völkerrecht im Hoheitsgebiet des ehemaligen Jugoslawien seit 1991 verpflichtet                                                     |         |
| 937    | 21. Juli      | auf Ausweitung des Mandats der UN-Beobachtermission in Georgien und seine Zusammenarbeit mit den GUS-Friedenstruppe |         |
| 938    | 28. Juli      | über die Verlängerung des Mandats der UN Interim Force in Libanon |         |
| 939    | 29. Juli      | über die Beilegung des Streits über Zypern einschließlich der Umsetzung der vertrauensbildenden Maßnahmen zwischen den 2 Gemeinden |         |
| 940    | 31. Juli      | über die Ermächtigung zu einer multinationalen Truppe unter gemeinsamer Führung und Kontrolle des rechtmäßig gewählten Präsidenten und Behörden der Regierung Haitis und Verlängerung des Mandats der UN-Mission in Haiti                                                                   |         |
| 941    | 23. September | auf Verstöße gegen das humanitäre Völkerrecht in Banja Luka, Bijeljina und anderen Gebieten von Bosnien und Herzegowina unter der Kontrolle von bosnisch-serbischen Truppen |         |
| 942    | 23. September | auf Ausbau und die Erweiterung der Maßnahmen durch die Resolutionen des Sicherheitsrats in Bezug auf den Gebieten von Bosnien und Herzegowina unter der Kontrolle der bosnischen Serben, um den Parteien zu helfen, Auswirkungen auf die geplante territoriale Regelung zu vermeiden        |         |
| 943    | 23. September | über die Schließung der Grenze zwischen der Bundesrepublik Jugoslawien und Bosnien und Herzegowina in Bezug auf alle Waren außer Lebensmittel, medizinische Versorgung und Kleidung für unabweisbare humanitäre Bedürfnisse                                                                 |         |
| 944    | 29. September | über die Beendigung der Maßnahmen in Bezug auf Haiti dargelegt in den Resolutionen 841 (1993), 873 (1993) und 917 des UN-Sicherheitsrates nach der Rückkehr nach Haiti von Präsident Jean-Bertrand Aristide                                                                                 |         |
| 945    | 29. September | über die Verlängerung des Mandats der UN Angola Verification Mission II und die Fortsetzung der Bemühungen um die früheste Lösung des Angolanischen Krise durch Verhandlungen im Rahmen des Friedensabkommens Ziel                                                                          |         |
| 946    | 30. September | über die Verlängerung des Mandats der UN-Operation in Somalia II |         |
| 947    | 30. September | über die Verlängerung des Mandats der UN-Schutztruppe und die Anforderung des Generalsekretärs über die Fortschritte bei Umsetzung der UN-Peace-keeping-Plan für Kroatien und alle einschlägigen Resolutionen des Sicherheitsrats Bericht                                                   |         |
| 948    | 15. Oktober   | auf Wiederherstellung der Demokratie in Haiti, der Rückkehr von Präsident Jean-Bertrand Aristide und Aufhebung der Sanktionen im Einklang mit 944 |         |
| 949    | 15. Oktober   | verlangt, dass Irak sofort den vollständigen Rückzug aller militärischen Einheiten aus Südirak an ihren ursprünglichen Positionen einleitet und dass der Irak nicht erneut seine militärischen oder anderen Kräfte in einer feindseligen oder provozierenden Weise seinen Nachbarn einsetzt |         |
| 950    | 21. Oktober   | über die Verlängerung des Mandats der UN Observer Mission in Liberia und den Friedensprozess in Liberia |         |
| 951    | 21. Oktober   | für die Wahl eines Sitz im Internationalen Gerichtshof |         |
| 952    | 27. Oktober   | über die Verlängerung des Mandats der UN Angola Verification Mission II und das Erreichen einer Vereinbarung für die Errichtung eines wirksamen und dauerhaften Waffenstillstand als vordringlich                                                                                           |         |
| 953    | 31. Oktober   | über die Verlängerung des Mandats der UN-Operation in Somalia II |         |
| 954    | 4. November   | über die Verlängerung des Mandats der UN-Operation in Somalia II für eine letzte Frist bis zum 31. März 1994 und sicheren Abzug der Personal- und Vermögenswerte aus Somalia |         |
| 955    | 8. November   | über die Einrichtung eines Internationalen Strafgerichtshofs und die Annahme des Statuts des Tribunals |         |
| 956    | 10. November  | über die Beendigung des Status von Palau als Trust Territory |         |
| 957    | 15. November  | über die Verlängerung des Mandats der UN-Operation in Mosambik, bis die neue Regierung von Mosambik ihr Amt antritt und die Fertigstellung der restlichen Operationen vor dem Abzug der UN-Operation in Mosambik am oder vor dem 31. Januar 1994                                            |         |
| 958    | 19. November  | auf die Entscheidung, dass die Ermächtigung in Ziffer 10 der Resolution 836 (1993) gegeben ist, um die UN-Schutztruppe in der Wahrnehmung seines Mandats in Bosnien und Herzegowina zu unterstützen. Das gilt auch für solche Maßnahmen in Kroatien                                         |         |
| 959    | 19. November  | auf die Bemühungen des UN Protection Force zur Umsetzung der Resolutionen des Sicherheitsrats auf sichere Gebiete in Bosnien und Herzegowina zu gewährleisten |         |
| 960    | 21. November  | zur Übernahme der Ergebnisse des freien und fairen Wahlen in Mosambik |         |
| 961    | 23. November  | auf der letzten Verlängerung des Mandats der UN-Beobachtermission in El Salvador und Implementierung aller Aspekte des Friedensabkommens für El Salvador |         |
| 962    | 29. November  | über die Verlängerung des Mandats der UN Disengagement Observer Force |         |
| 963    | 29. November  | über die Zulassung von Palau zur Mitgliedschaft in den Vereinten Nationen |         |
| 964    | 29. November  | auf Ermächtigung zur Stärkung der Voraus-Team der UN-Mission in Haiti |         |
| 965    | 30. November  | über die Verlängerung und Ausweitung des Mandats der UN-Unterstützungs-Mission für Ruanda |         |
| 966    | 8. Dezember   | über die Verlängerung des Mandats der UN Angola Verification Mission II und die Überwachung der Einhaltung der Waffenruhe in Angola |         |
| 967    | 14. Dezember  | über die Befreiung von den Bestimmungen der Resolution 757 (1992) um den Export von Diphtherie-Antiserum aus der Republik Jugoslawien für einen Zeitraum von 30 Tagen ab dem Datum der Verabschiedung dieser Resolution zu ermöglichen                                                      |         |
| 968    | 16. Dezember  | über die Einrichtung einer UN-Beobachtermission in Tadschikistan und den Prozess der nationalen Aussöhnung |         |
| 969    | 21. Dezember  | über die Verlängerung des Mandats der UN-Friedenstruppe und Umsetzung von vertrauensbildenden Maßnahmen zwischen den Parteien in Zypern |         |